# Sallent de Gállego
Sallent de Gállego (arag. Sallén de Galligo) – gmina (municipio) w północnej Hiszpanii, na obszarze Aragonii, w prowincji Huesca, w comarce Alto Gállego, około 70 km w linii prostej na północ od siedziby prowincji – Hueski, w pobliżu granicy z Francją. Położona w Pirenejach Aragońskich, w dolinie Valle de Tena.
Gmina zajmuje powierzchnię 162,1 km². Według danych rejestru mieszkańców IAEST (hiszp. Instituto Aragonés de Estadística – Aragoński Instytut Statystyczny) na 1 stycznia 2015 jednostkę zamieszkiwało 1441 osób w sześciu miejscowościach: Escarrilla, Formigal, Lanuza, Sallent de Gállego, Sandiniés i Tramacastilla de Tena. 24 maja 2015 funkcję alkada gminy objął Jesús Eugenio Gericó Urieta.

## Historia
Pierwsze zapiski na temat Sallent de Gállego pochodzą z 1279 roku. W średniowieczu była to najgęściej zaludniona gmina w dolinie Tena.
Z Sallent de Gállego pochodziło siedmiu biskupów, siedmiu wicekrólów i dziewięciu królów Aragonii.
Sallent de Gállego dwukrotnie było miejscem ataku organizacji terrorystycznej ETA. W sierpniu 1997 roku członkowie ETA podłożyli ładunki wybuchowe pod siedzibę straży miejskiej. Około 10 km od miejsca zdarzenia znaleziono drugi ładunek wybuchowy, ukryty w plecaku, w tym przypadku udało się jednak uniknąć eksplozji. W zdarzeniu nikt nie zginął – z uwagi na porę nocną w promieniu 50 metrów od miejsca złożenia ładunku znajdował się tylko jeden funkcjonariusz. Wybuch spowodował natomiast zniszczenia materialne w okolicznych budynkach. Z kolei w sierpniu 2000 w zamachu z użyciem samochodu-pułapki zginęło dwóch funkcjonariuszy straży miejskiej.

## Geografia

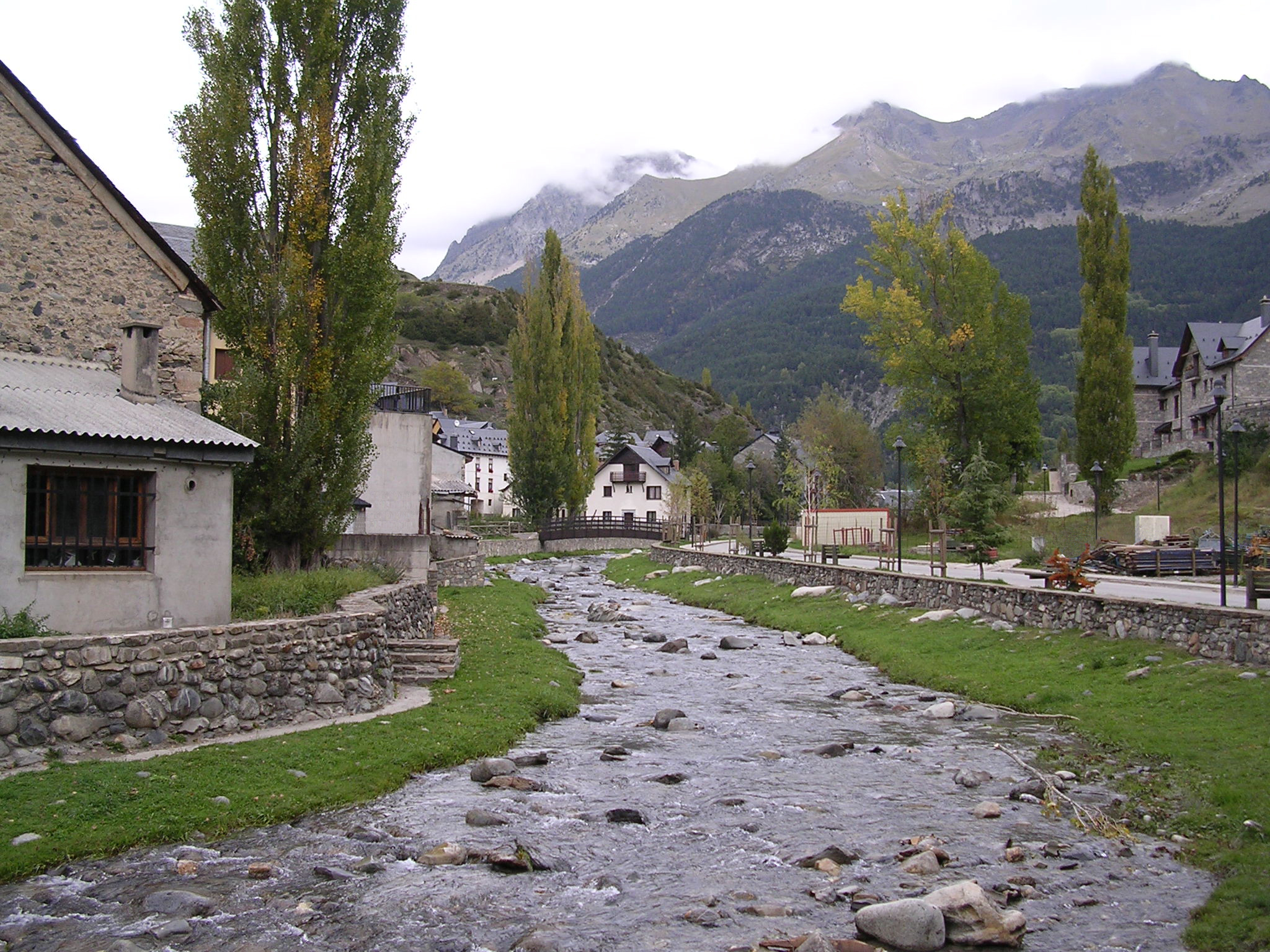
Rzeka Aguas Limpias

Gmina Sallent de Gállego znajduje się na terenie wspólnoty autonomicznej Aragonia, w comarce Alto Gállego, w prowincji Huesca. Odległość od stolicy prowincji, Hueski, wynosi ok. 92 km, a w linii prostej ok. 71 km. Średnia wysokość bezwzględna na obszarze gminy wynosi 1300 m n.p.m.
Sallent de Gállego znajduje się w dolinie Tena, na granicy hiszpańsko-francuskiej.
Przez Sallent de Gállego przepływa rzeka Aguas Limpias, której głównym dopływem jest Respomuso. Na obszarze gminy znajdują się szczyty górskie, których wysokość dochodzi do 2000–3000 metrów, między innymi Llena Cantal, Campoplano, Piedrafita, Gran Facha, Tebarray i masyw Balaitous.

## Kultura
W Sallent de Gállego znajduje się kościół pw. Wniebowzięcia Najświętszej Maryi Panny, wybudowany w XVI wieku, w stylu późnogotyckim.
Dwa razy w roku w gminie odbywają się lokalne uroczystości – 4 sierpnia są to uroczystości upamiętniające Matkę Boską Śnieżną, a 14 września obchodzone jest Podwyższenie Krzyża Świętego.

## Liczba ludności
| 1900 | 1910 | 1920 | 1930 | 1940 | 1950 | 1960 | 1970 | 1981 | 1991 | 2003 | 2004 | 2005 | 2006 | 2007 | 2008 | 2015 |
| ---- | ---- | ---- | ---- | ---- | ---- | ---- | ---- | ---- | ---- | ---- | ---- | ---- | ---- | ---- | ---- | ---- |
| 626  | 620  | 561  | 608  | 551  | 1319 | 530  | 776  | 1142 | 1823 | 1172 | 1227 | 1316 | 1384 | 1400 | 1376 | 1441 |